# Fred Kohlmar

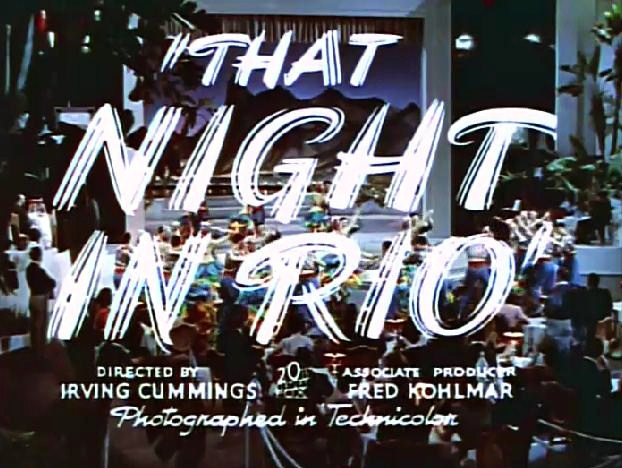
Une nuit à Rio (1941)

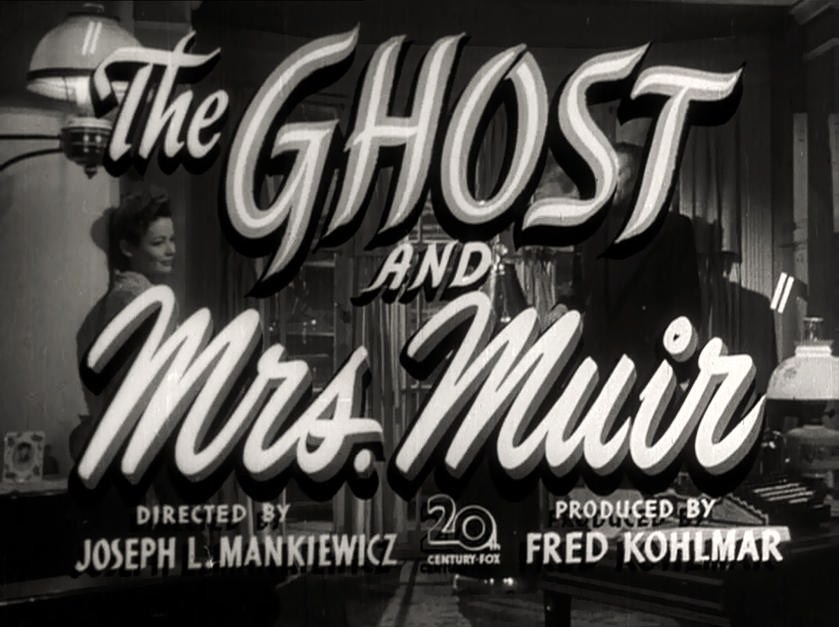
L'Aventure de madame Muir (1947)

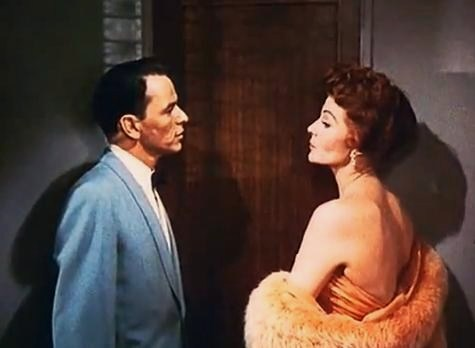
La Blonde ou la Rousse (1957), avec Frank Sinatra et Rita Hayworth

Fred Kohlmar est un producteur de cinéma américain, né le 10 août 1905 à New York (État de New York), mort le 13 octobre 1969 à Los Angeles — quartier d'Hollywood (Californie).

## Biographie
Fils de l'acteur et réalisateur d'origine allemande Lee Kohlmar (1873-1946, émigré aux États-Unis en 1888), Fred Kohlmar fait lui-même carrière dans l'industrie du cinéma américain en qualité de producteur. Ses trois premiers films à ce titre, pour le compte de la Columbia Pictures, sortent en 1939, dont L'Étrange Rêve de Charles Vidor (avec Chester Morris et Ralph Bellamy).
Suivent quarante-neuf autres films américains (outre la Columbia, au sein de la Paramount Pictures ou de la 20th Century Fox), le dernier étant Las Vegas, un couple de George Stevens (avec Elizabeth Taylor et Warren Beatty), également l'ultime film de ce réalisateur, sorti le 21 janvier 1970, à peine plus de trois mois après la mort de Fred Kohlmar.
Au nombre de ses films notables, citons Une nuit à Rio d'Irving Cummings (1941, avec Alice Faye et Don Ameche), L'Aventure de madame Muir de Joseph L. Mankiewicz (1947, avec Gene Tierney et Rex Harrison), Picnic de Joshua Logan (1955, avec William Holden et Kim Novak), La Blonde ou la Rousse de George Sidney (1957, avec Frank Sinatra et Rita Hayworth), Le Diable à 4 heures de Mervyn LeRoy (1961, avec Spencer Tracy et Frank Sinatra), ou encore Comment voler un million de dollars de William Wyler (1966, avec Audrey Hepburn et Peter O'Toole).
Picnic précité obtient en 1956 une nomination à l'Oscar du meilleur film, puis une autre nomination en 1957, dans la même catégorie, au British Academy Film Awards.

## Filmographie partielle
- 1939 : L'Étrange Rêve (Blind Alley) de Charles Vidor
- 1939 : Garde-côtes (Coast Guard) d'Edward Ludwig
- 1941 : Une nuit à Rio (That Night in Rio) d'Irving Cummings
- 1942 : Madame exagère (Are Husbands Necessary?) de Norman Taurog
- 1942 : Espionne aux enchères (The Lady Has Plans) de Sidney Lanfield
- 1942 : Mon secrétaire travaille la nuit (Take a Letter, Darling) de Mitchell Leisen
- 1942 : Jordan le révolté (Lucky Jordan) de Frank Tuttle
- 1942 : La Clé de verre (The Glass Key) de Stuart Heisler
- 1942 : Shanghaï, nid d'espions[2] (Secret Agent of Japan)
- 1943 : La Dangereuse Aventure (No Time for Love) de Mitchell Leisen
- 1944 : Le bonheur est pour demain (And Now Tomorrow) d'Irving Pichel
- 1945 : L'Or et les Femmes (Bring on the Girls) de Sidney Lanfield
- 1946 : L'Impasse tragique (The Dark Corner) d'Henry Hathaway
- 1946 : Champagne pour deux (The Well-Groomed Bride) de Sidney Lanfield
- 1947 : L'Aventure de madame Muir (The Ghost and Mrs. Muir) de Joseph L. Mankiewicz
- 1947 : Le Carrefour de la mort (Kiss of Death) d'Henry Hathaway
- 1947 : Un mariage à Boston (The Late George Apley) de Joseph L. Mankiewicz
- 1948 : L'Énigmatique Monsieur Horace (The Luck of the Irish) de Henry Koster
- 1948 : Massacre à Furnace Creek (Fury at Furnace Creek) de H. Bruce Humberstone
- 1948 : Scandale en première page (That Wonderful Urge) de Robert B. Sinclair
- 1948 : Choisie entre toutes (You Were Meant for Me) de Lloyd Bacon
- 1949 : Father Was a Fullback de John M. Stahl
- 1950 : Planqué malgré lui (When Willie Comes Marching Home) de John Ford
- 1950 : Ma brute chérie (Love That Brute) d'Alexander Hall
- 1951 : La marine est dans le lac (You're in the Navy Now) d'Henry Hathaway
- 1951 : Aventure à Tokyo (Call Me Mister) de Lloyd Bacon
- 1951 : Enlevez-moi, Monsieur ! (Elopement) de Henry Koster
- 1952 : Les Misérables (titre original) de Lewis Milestone
- 1954 : Une femme qui s'affiche (It Should Happen to You) de George Cukor
- 1954 : Phffft! de Mark Robson
- 1955 : Ma sœur est du tonnerre (My Sister Eileen) de Richard Quine
- 1955 : Picnic de Joshua Logan
- 1956 : Une Cadillac en or massif (The Solid Gold Cadillac) de Richard Quine
- 1956 : Pleine de vie (Full of Life) de Richard Quine
- 1957 : La Blonde ou la Rousse (Pal Joey) de George Sidney
- 1958 : Le Salaire de la violence (Gunman's Walk) de Phil Karlson
- 1959 : La Colère du juste (The Last Angry Man) de Daniel Mann
- 1961 : Le Diable à 4 heures (The Devil at 4 O'Clock) de Mervyn LeRoy
- 1962 : L'Inquiétante Dame en noir (The Notorious Landlady) de Richard Quine
- 1963 : Bye Bye Birdie de George Sidney
- 1965 : Chère Brigitte (Dear Brigitte) d'Henry Koster
- 1966 : Comment voler un million de dollars (How to Steal a Million) de William Wyler
- 1968 : La Puce à l'oreille (A Flea in Her Ear) de Jacques Charon
- 1970 : Las Vegas, un couple (The Only Game in Town) de George Stevens

## Distinctions
- 1956 : Nomination à l'Oscar du meilleur film, pour Picnic ;
- 1957 : Nomination au British Academy Film Award du meilleur film, pour Picnic.

## Note et référence
1. ↑  D'après sa fiche généalogique sur Our Family History.
2. ↑  Shanghaï est orthographié avec un i tréma, comme c'était l'usage naguère.